# Kırkkoyun, Bağlar
Kırkkoyun là một xã thuộc quận Bağlar, tỉnh Diyarbakır, Thổ Nhĩ Kỳ. Dân số thời điểm năm 2008 là 1.634 người.